# 대한민국 제21대 대통령 선거
대한민국 제21대 대통령 선거는 대한민국의 제21대 대통령을 선출하는 선거다. 개표 결과 더불어민주당 이재명 후보가 국민의힘 김문수 후보와 개혁신당 이준석 후보를 누르고 대통령에 당선되었다. 제20대 대통령 윤석열의 임기가 정상적으로 만료되는 경우 2027년 3월 3일에 실시될 예정이었으나, 윤석열 대통령 탄핵 인용에 따른 대통령직 궐위로 2025년 6월 3일에 조기 대선이 실시되었다. 재외선거는 2025년 5월 20일 ~ 2025년 5월 25일, 사전투표는 2025년 5월 29일과 5월 30일, 본 투표는 2025년 6월 3일에 시행되었다.
2024년 12월 7일 국회가 1차 표결할 당시, 정원 300명중 195명만 참여해 정족수 미달로 인해서 투표 불성립으로 처리되었지만, 2024년 12월 14일 2차 표결에는 대한민국 국회가 윤석열 대통령 탄핵소추안을 가결했고, 2025년 4월 4일에 대한민국 헌법재판소가 탄핵소추안을 인용하고 윤석열을 파면하면서 조기 대선이 확정되었다. 선거는 대한민국 헌법에 따라 파면 이후 60일 이내에 시행되어야 했고, 2025년 4월 8일 국무회의에서 선거일이 2025년 6월 3일로 확정되었다.
2025년 6월 3일 더불어민주당 이재명이 역대 최다 득표 수를 기록하면서 대한민국 대통령으로 당선되었고, 선거관리위원회 당선인 결정안이 확정되고 즉시 대통령 임기를 개시하였다. 투표율은 79.38%로 제15대 대통령 선거 이후 최고치를 기록했다. 선거 주요 쟁점에는 2024년 비상계엄 위기, 국민의힘의 내부 갈등, 경제 및 민생 문제, 부동산, 정치적 양극화, 미국의 관세 문제, 출산율 문제, 영호남 지역갈등, 수도권-비수도권의 지방균형 발전, 이재명 후보의 사법리스크, 남북관계 개선 등이 있었다.

## 배경
2024년 12월 3일 윤석열 대통령이 위헌적 비상계엄을 선포한 이후, 12월 14일 국회는 총 300명의 인원 중 204표의 찬성으로 윤석열에 대한 탄핵소추안을 가결했다. 2025년 4월 4일, 헌법재판소는 8인 만장일치로 탄핵을 인용하여 윤석열을 파면했다. 이로 인해 2027년 3월 3일에 시행되었어야 할 대통령 선거가 헌법에 따라 파면 60일 이내에 시행되어야 했다. 4월 8일 한덕수 대통령 권한대행은 2025년 6월 3일에 대통령 선거를 시행할 것이라고 발표했다.

## 선거 정보
대한민국 대통령은 소선거구제 방식으로 선출되며, 대통령의 임기는 5년 단임으로 제한된다. 이번 대통령 선거는 제19대 대통령 선거와 마찬가지로 궐위로 인한 선거로, 본 선거 다음 날인 2025년 6월 4일에 대통령직인수위원회의 출범 없이 즉시 임기를 시작한다.
이번 대통령 선거에서는 선거법에 따라 2007년 6월 3일생까지 선거권이, 1985년 6월 3일생까지 피선거권이 각각 주어진다.

## 후보

후보들의 선거 벽보.

대통령 선거 후보의 기호는 국회 내 의석수를 기준으로 각 정당에 순서대로 배분되는데, 이번 선거에서 원내 제3당인 조국혁신당이 대통령 후보를 내지 않고 이재명 후보를 지지하기로 결정하면서 기호 3번이 공석이 되었다.

### 더불어민주당
| 정당 | 더불어민주당                                                                    |
| 이름 | 이재명                                                                          |
| ---- | ------------------------------------------------------------------------------- |
| 기호 | 기호 1번                                                                        |
| 사진 |                                                                                 |
| 경력 | 더불어민주당 당대표 (2022–2025)                                                 |
| 출생 | 1963년 12월 8일 (만61세)                                                        |
| 캠프 | 진짜 대한민국 선거대책위원회 (서울특별시 영등포구 국회대로70길 23 용산빌딩 2층) |
| 표어 | 이제부터 진짜 대한민국                                                          |

4월 10일 유튜브를 통해 출마를 선언했으며, 4월 27일 대통령 후보로 선출되었다.
5월 9일 더불어민주당, 조국혁신당, 진보당, 사회민주당, 기본소득당 5개 원내 정당이 국회 더불어민주당 당대표실에서 '광장 대선연합 정치 시민연대-제정당 연석회의'를 열고 '우리는 내란의 완전한 종식과 압도적 정권교체를 위해 더불어민주당 이재명 후보를 광장대선후보로 선정하고 지지를 선언한다'는 공동선언문을 발표하였고, 조국혁신당, 사회민주당, 기본소득당은 후보를 선출하지 않았으며 진보당의 후보로 선출된 김재연 후보는 사퇴했다.

#### 탈락

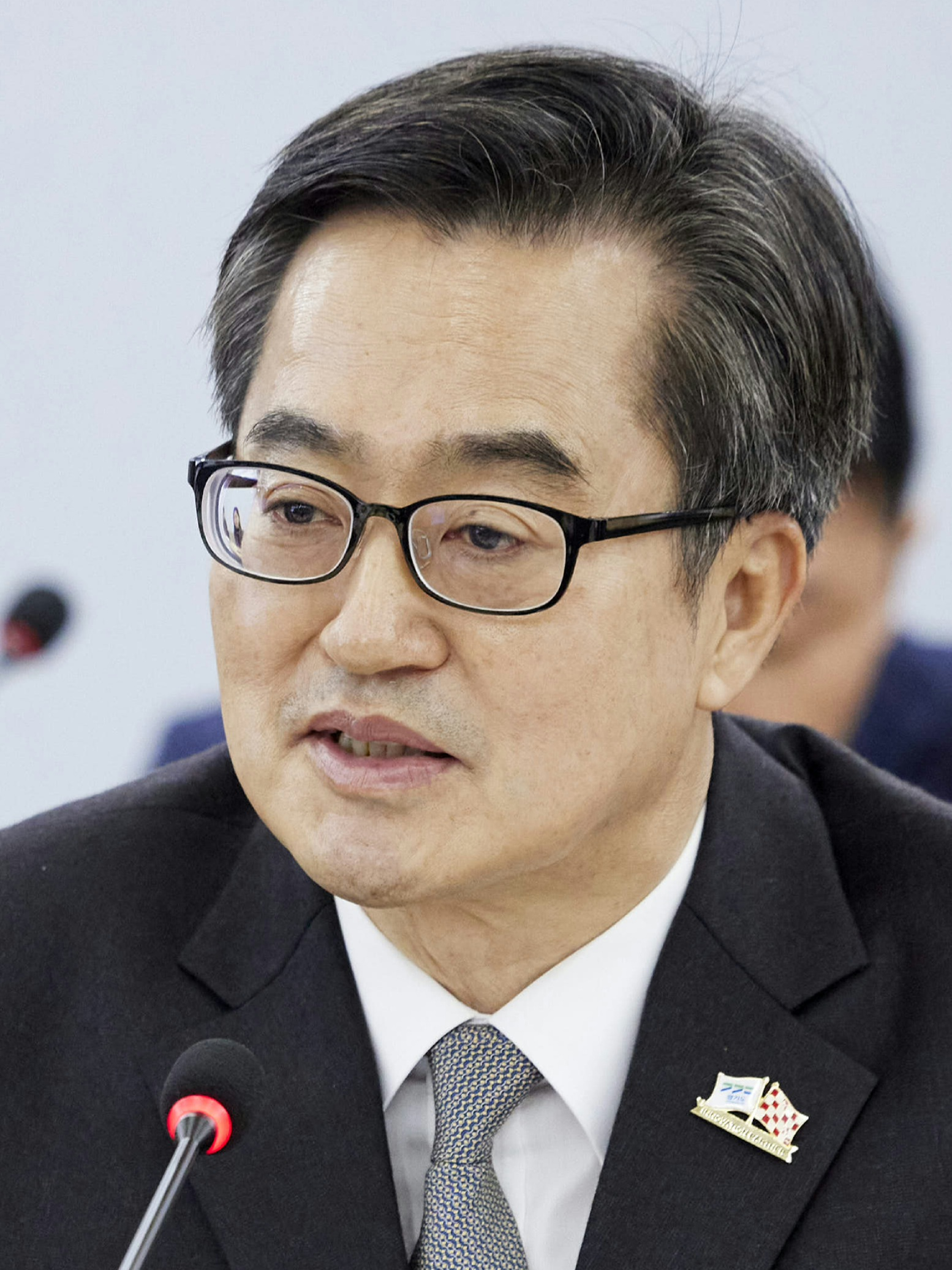
김동연
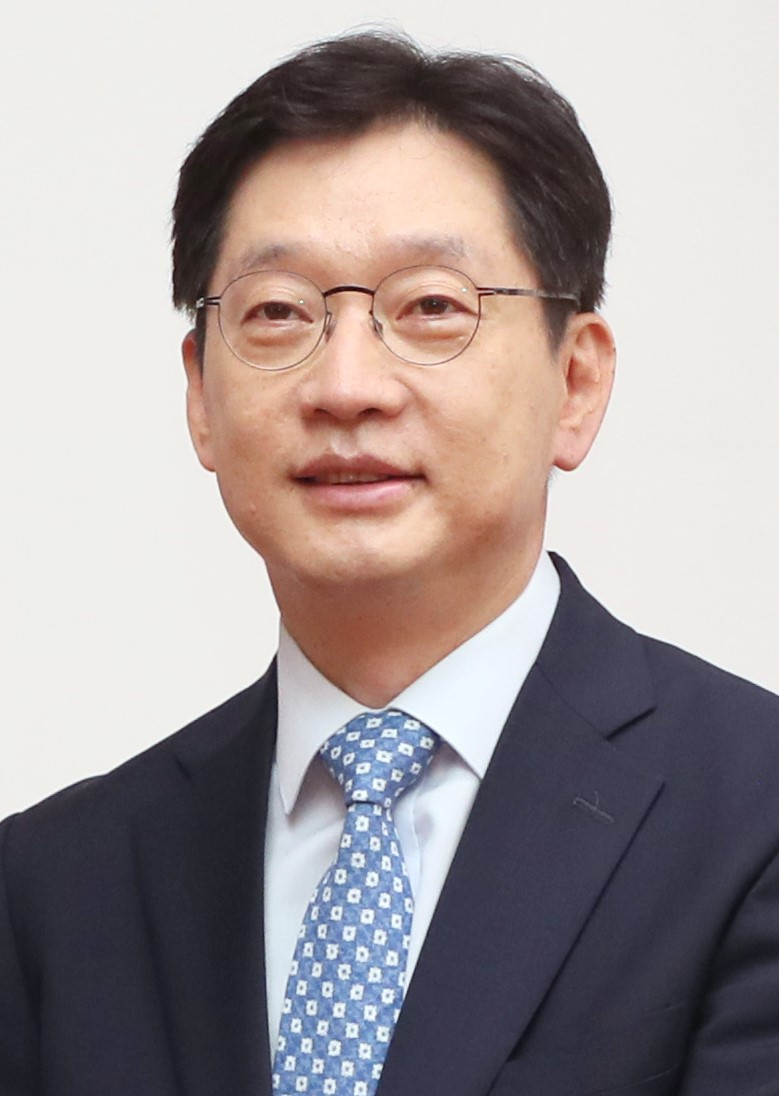
김경수

김동연이 4월 9일 인천국제공항에서 출마를 선언하고, 김경수가 4월 13일 세종특별자치시청에서 출마를 선언하였지만 민주당 후보 경선에서 각각 3.36%와 6.87%라는 득표율로 탈락했다.

### 국민의힘
| 정당 | 국민의힘                                                                   |
| 이름 | 김문수                                                                     |
| ---- | -------------------------------------------------------------------------- |
| 기호 | 기호 2번                                                                   |
| 사진 |                                                                            |
| 경력 | 고용노동부 장관(2024–2025)                                                 |
| 출생 | 1951년 9월 27일 (만73세)                                                   |
| 캠프 | 국민의힘 선거대책위원회 (서울특별시 영등포구 국회대로70길 19 대하빌딩 6층) |
| 표어 | 새롭게 대한민국                                                            |

고용노동부 장관을 사직하고 국민의힘에 입당해, 4월 9일 국회 소통관에서 출마를 선언하였으며, 5월 3일 대통령 후보로 선출되었다. 국민의힘 지도부가 국민의힘 후보 경선을 거친 그에게 한덕수와의 단일화를 압박하는 가운데 단일화를 위한 한덕수와 두 차례의 회동을 가졌으나 모두 결렬되었다. 또, 5월 9일 국민의힘 의원총회에서 "당 지도부는 현재까지도 저 김문수를 끌어내리고, 무소속 후보를 우리당의 대통령 후보로 만들기 위해 온갖 불법·부당한 수단을 동원하고 있습니다"라고 발언하였다.
2025년 5월 10일 '김문수 후보 기습 교체 사건'으로 인해 후보에서 제외되었으며 그의 국민의힘 대통령 후보 자격은 사실상 박탈되었다. 그러나 5월 10일 새벽 1시쯤 오전 10시부터 오후 9시까지 진행한 전 당원 대상 ARS조사에서 '한덕수로 후보 변경' 안건이 부결되어 김문수가 국민의힘 후보 자격을 즉시 회복했다. 그리고 대선 후보 등록 마지막 날인 11일 김문수가 오전 경기도 과천시 중앙선거관리위원회를 찾아 직접 후보 등록을 했다.

#### 교체 실패

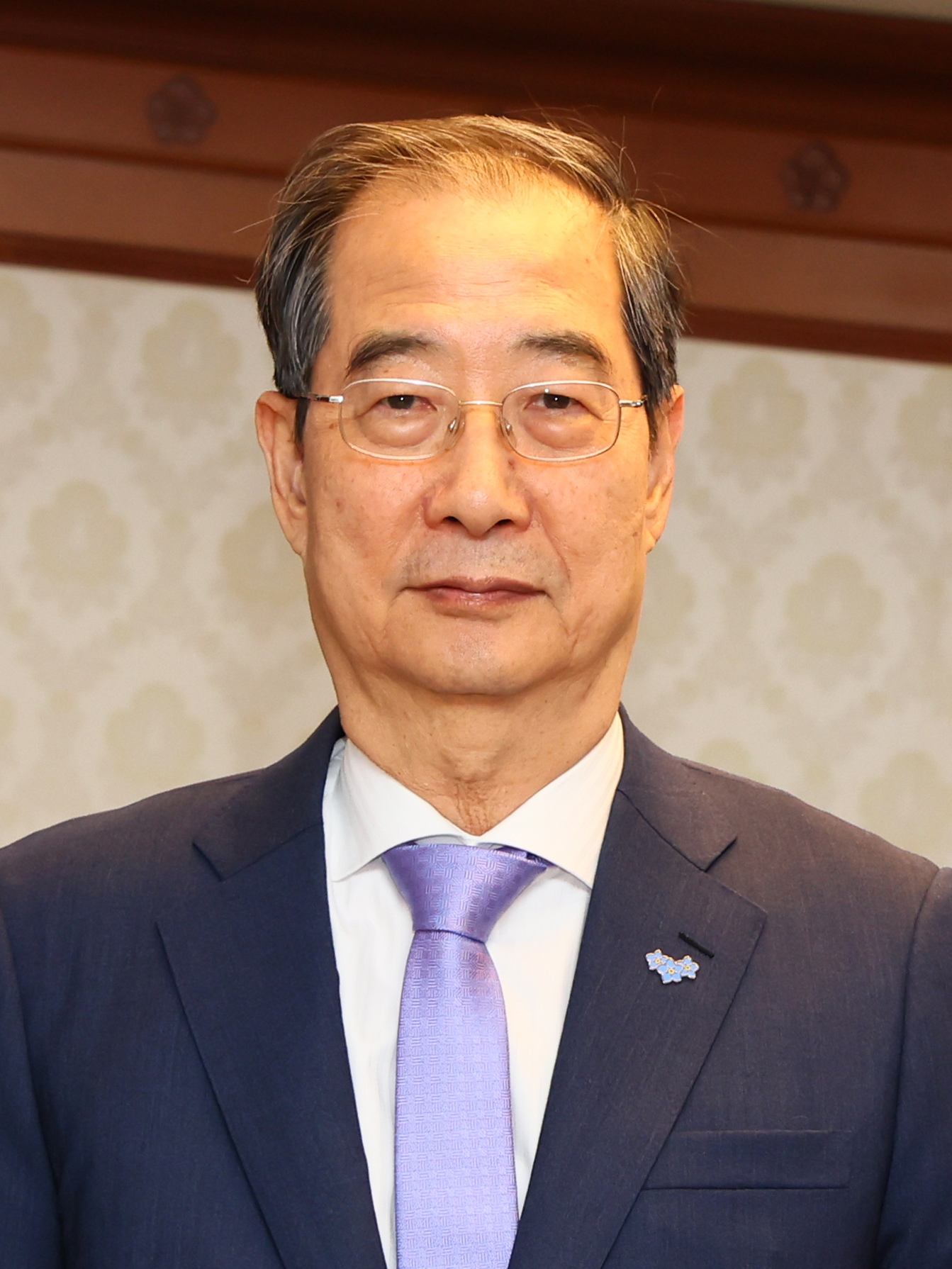
한덕수

2025년 5월 10일 '김문수 후보 기습 교체 사건'으로 국민의힘 대선 후보로 등록되었다. 5월 10일 새벽 1시쯤 국민의힘에서 김문수를 선출 취소하고 한덕수 입당 및 후보등록를 진행한다는 속보가 나왔다. 국민의힘은 홈페이지 공지를 통해 당헌 제74조의2 및 대통령후보자선출규정 제29조 등에 따라 김문수 후보의 선출이 취소되었다고 공고했다.
이후 새벽 2시쯤 국민의힘 홈페이지 공지 보관됨 2025-05-10 - 웨이백 머신에 대통령 후보자 선거 후보자 등록 신청 공고가 게시되었다. 이 공지에는 제출 기간은 당일 새벽 3시부터 새벽 4시까지 총 1시간으로, 32종의 서류를 국회 본관 228호로 현장 제출하라고 공고하여 사실상 날치기가 발생하였다. 국민의힘 지도부(권영세, 권성동 등)가 당헌 제74조의 2 특례 규정의 내용 '상당한 사유가 있는 때에는 대선후보 선출에 관한 사항을 비상대책위원회의 의결로 정할 수 있다'에서 후보 등록 전 단일화를 요구한 당원의 의견이 87%에 달한 것이 '상당한 사유'라고 봤다는 것이다.
이에 배현진 의원은 경선을 통해 최종 선출된 후보를 모두 잠든 새벽에 기습 취소시키고 새벽 3시~4시, 단 1시간 만에 저 어마무시한 양의 서류들을 준비해 새 후보로 등록하라는 말도 안 되는 상황이라고 설명했다. 또, 박정훈 의원은 후보 신청 시간을 새벽 3시부터 4시까지 1시간으로 제한한 건 누가 봐도 미리 준비하고 있던 한덕수 후보를 위한 규정이며 오전 9시부터 오후 5시까지로 신청시간이 규정돼 있는 당규 위반이라고 지적했다.
그러나 5월 10일 새벽 1시쯤 오전 10시부터 오후 9시까지 진행한 전 당원 대상 ARS조사에서 '한덕수로 후보 변경' 안건이 부결되어 김문수가 국민의힘 후보 자격을 즉시 회복했다. (자세한 내용은 김문수#제21대 대선 참고)

#### 탈락

나경원
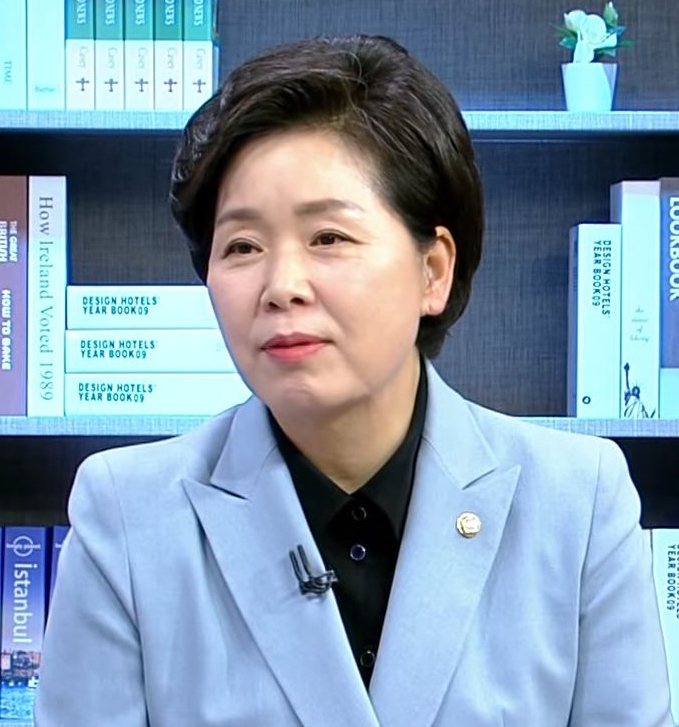
양향자
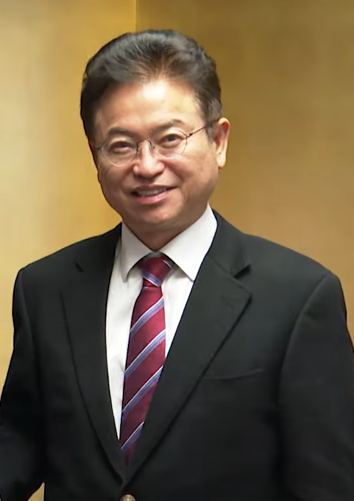
이철우
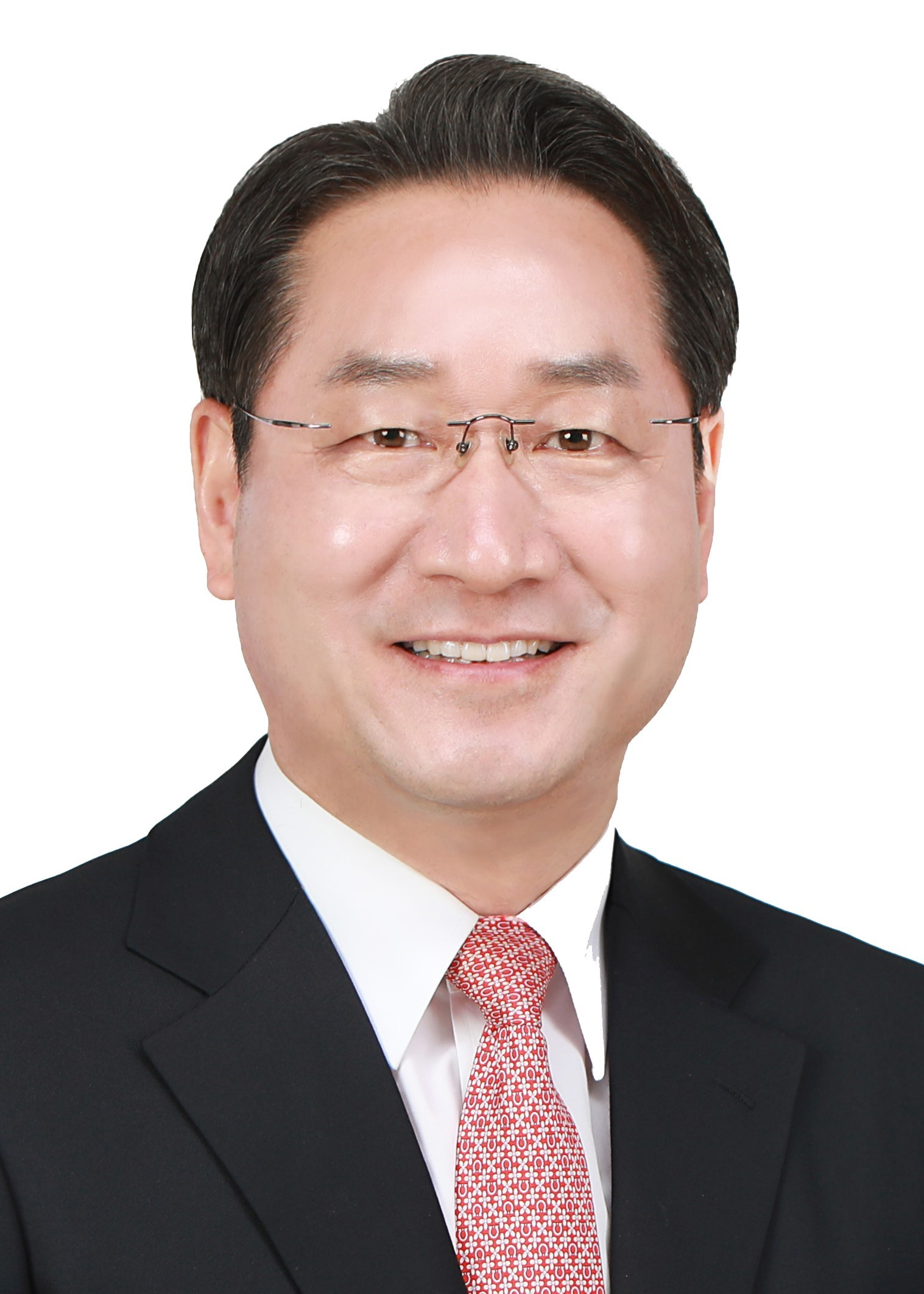
유정복
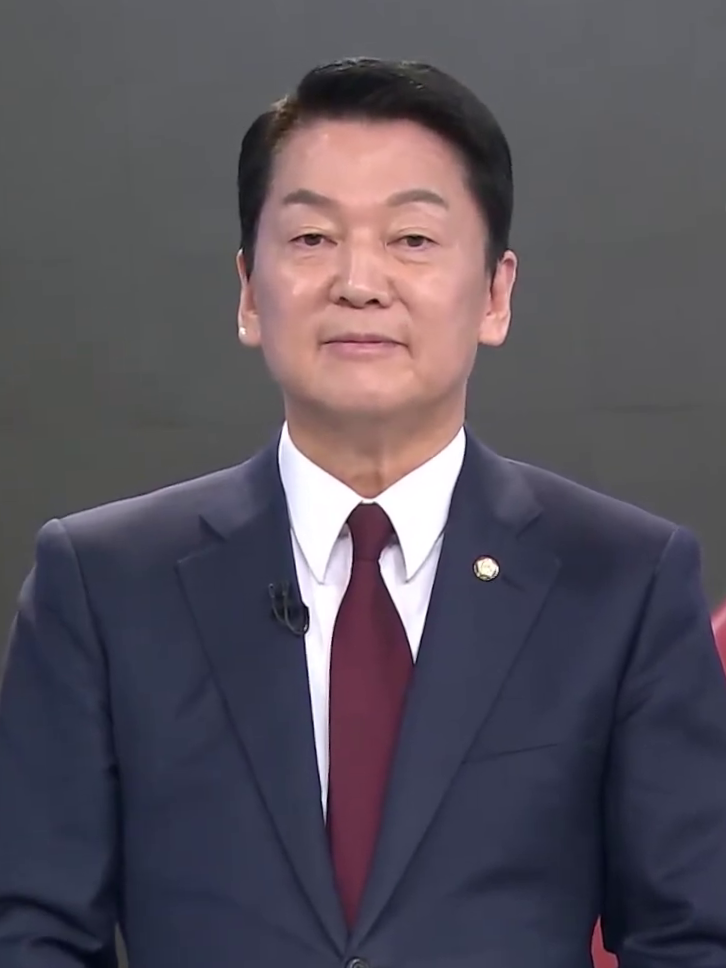
안철수
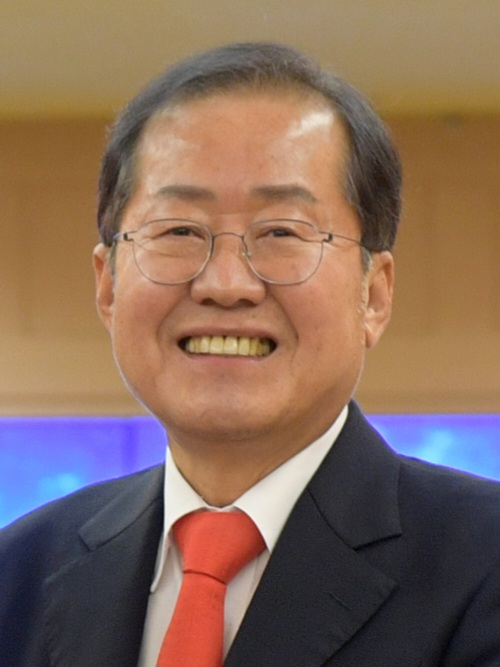
홍준표
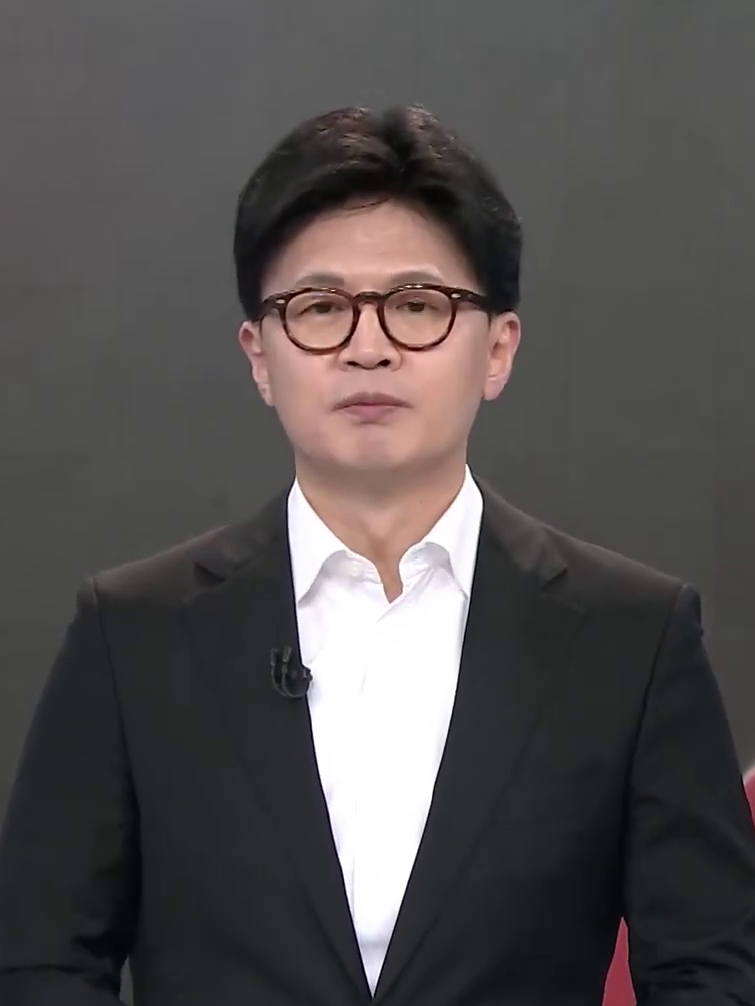
한동훈

- 나경원: 4월 11일 출마를 선언했다.[25]
- 양향자: 개혁신당을 탈당하고 국민의힘에 입당해, 4월 13일 출마를 선언하였다.[26]
- 이철우: 4월 9일 박정희 전 대통령 생가에서 출마를 선언했다.[27]
- 유정복: 4월 9일 맥아더공원에서 출마 선언을 했다[28]
- 안철수: 4월 8일 광화문광장에서 출마를 선언했다.[29]
- 홍준표: 4월 14일 출마를 선언했다.[30]
- 한동훈: 4월 10일 국회에서 출마를 선언했다.[31]

### 개혁신당
| 정당 | 개혁신당                                                                                 |
| 이름 | 이준석                                                                                   |
| ---- | ---------------------------------------------------------------------------------------- |
| 기호 | 기호 4번                                                                                 |
| 사진 |                                                                                          |
| 경력 | 제22대 국회의원(2024~)                                                                   |
| 출생 | 1985년 3월 31일 (40세)                                                                   |
| 캠프 | 개혁신당 제21대 대통령 선거 선거대책위원회 (서울특별시 서초구 강남대로 423 한승빌딩 1층) |
| 표어 | 미래를 여는 선택                                                                         |

2월에 일찍 출마 선언을 하였다. 윤석열 대통령 파면에 앞서 진행한 후보 경선에서 단독 입후보해, 3월 18일 대통령 후보로 선출되었다. 김문수 후보측이 단일화 제의를 보냈으나 최종 불발되었다.

### 민주노동당
| 정당 | 민주노동당                                                     |
| 이름 | 권영국                                                         |
| ---- | -------------------------------------------------------------- |
| 기호 | 기호 5번                                                       |
| 사진 |                                                                |
| 경력 | 민주노동당 당대표 (2024~)                                      |
| 출생 | 1963년 8월 15일 (61세)                                         |
| 캠프 | (서울특별시 구로구 디지털로33길55 이앤씨벤처드림타워2차1011호) |
| 표어 | 갈아엎자! 불평등 세상                                          |

4월 14일 출마를 선언했으며, 4월 30일 대통령 후보로 선출되었다.

### 자유통일당
| 정당 | 자유통일당             |
| 이름 | 구주와                 |
| ---- | ---------------------- |
| 기호 | 사퇴(기호 6번)         |
| 사진 |                        |
| 경력 |                        |
| 출생 | 1980년 1월 23일 (45세) |
| 캠프 |                        |
| 표어 | 광화문 정신 정치 교체! |

기호 6번을 배당받았지만 2025년 5월 18일에 뉴스핌의 단독 보도로 사퇴했다는 소식이 알려졌으며 사퇴와 동시에 김문수 후보 지지를 선언하였다.

### 무소속
| 이름 | 황교안                                                   |
| ---- | -------------------------------------------------------- |
| 기호 | 사퇴(기호 7번)                                           |
| 사진 |                                                          |
| 경력 | 국무총리 (2015~2017)                                     |
| 출생 | 1957년 4월 15일 (68세)                                   |
| 캠프 | 비젼 캠프 (서울특별시 용산구 청파로45길 19 복조빌딩 3층) |
| 표어 | 부정선거 척결로 청년에게 미래를                          |
| 비고 | 4월 9일 출마를 선언했다.                                 |

기호 7번을 배당받았으나, 사전투표가 끝나고 이틀 후에 김문수 후보 지지를 선언하며 사퇴하였다.
| 이름 | 송진호                                                       |
| ---- | ------------------------------------------------------------ |
| 기호 | 기호 8번                                                     |
| 사진 |                                                              |
| 경력 |                                                              |
| 출생 | 1968년 3월 28일 (57세)                                       |
| 캠프 | (서울특별시 구로구 디지털로26길 61 에이스하이앤드2차 1302호) |
| 표어 | 선경제, 후정치!                                              |
| 비고 |                                                              |

기호 8번 무소속으로 출마하였다.

## 최종 등록 후보
| 기호 | 후보자 | 정당 | 정당         | 직업                              | 비고 |
| ---- | ------ | ---- | ------------ | --------------------------------- | ---- |
| 1    | 이재명 |      | 더불어민주당 | 국회의원                          | 당선 |
| 2    | 김문수 |      | 국민의힘     | 정당인                            |      |
| 4    | 이준석 |      | 개혁신당     | 국회의원                          |      |
| 5    | 권영국 |      | 민주노동당   | 정당인                            |      |
| 6    | 구주와 |      | 자유통일당   | 변호사                            | 사퇴 |
| 7    | 황교안 |      | 무소속       | 정치인                            | 사퇴 |
| 8    | 송진호 |      | 무소속       | (사)글로벌데이터자산공제회 이사장 |      |

## 여론조사

### 선거전

#### 한국갤럽
| 항목    |        |        |        |        |        |        |        |        |        |        |        |      |        | 기타 | 없다 |
| 항목    | 김문수 | 안철수 | 오세훈 | 유승민 | 한동훈 | 홍준표 | 김동연 | 이재명 | 이준석 | 이낙연 | 우원식 | 조국 | 한덕수 | 기타 | 없다 |
| 3월 3주 | 9%     | -      | 4%     | -      | 4%     | 3%     | -      | 36%    | 1%     | -      | -      | -    |        | 5%   | 37%  |
| 3월 4주 | 8%     | 1%     | 3%     | -      | 5%     | 3%     | -      | 34%    | -      | -      | -      | 2%   |        | 6%   | 37%  |
| 4월 1주 | 9%     | -      | 2%     | -      | 5%     | 4%     | -      | 34%    | 1%     | 1%     | -      | 1%   |        | 5%   | 38%  |
| 4월 2주 | 9%     | 2%     | 2%     | 1%     | 4%     | 5%     | -      | 37%    | 2%     | 1%     | -      | -    | 2%     | 4%   | 30%  |
| 4월 3주 | 7%     | -      | -      | -      | 6%     | 7%     | -      | 38%    | 2%     | -      | -      | -    | 7%     | 7%   | 26%  |
| 4월 4주 | 6%     | 2%     | -      | -      | 8%     | 7%     | 1%     | 38%    | 2%     | 1%     | -      | 1%   | 6%     | 3%   | 23%  |
| 5월 3주 | 29%    |        |        |        |        |        |        | 51%    | 8%     |        |        |      |        | 1%   | 12%  |
| 5월 4주 | 36%    |        |        |        |        |        |        | 45%    | 10%    |        |        |      |        | 0.5% | 8%   |

#### 전국지표조사
| 항목    |        |        |        |        |        |        |        |        |        |        |        |        |        | 기타 | 모름/무응답 | 없다 |
| 항목    | 김문수 | 나경원 | 안철수 | 오세훈 | 유승민 | 한동훈 | 홍준표 | 김경수 | 김동연 | 김부겸 | 이재명 | 이준석 | 한덕수 | 기타 | 모름/무응답 | 없다 |
| 3월 3주 | 10%    | -      | 3%     | 5%     | 2%     | 4%     | 5%     | 0%     | 2%     | 1%     | 33%    | 2%     | -      | 2%   | 6%          | 25%  |
| 3월 4주 | 8%     | -      | 2%     | 5%     | 2%     | 5%     | 6%     | 1%     | 2%     | 1%     | 31%    | 1%     | -      | 1%   | 6%          | 28%  |
| 4월 1주 | 9%     | -      | 2%     | 4%     | 2%     | 4%     | 4%     | 0%     | 2%     | 1%     | 33%    | 1%     | -      | 1%   | 8%          | 28%  |
| 4월 2주 | 12%    | -      | 2%     | 5%     | 2%     | 5%     | 7%     | 1%     | 1%     | 4%     | 32%    | 1%     | -      | 2%   | 6%          | 21%  |
| 4월 3주 | 8%     | 2%     | 3%     | -      | -      | 6%     | 8%     | 1%     | 2%     | -      | 39%    | 3%     | -      | 3%   | 5%          | 18%  |
| 4월 4주 | 10%    | 2%     | 3%     | -      | -      | 8%     | 10%    | 1%     | 2%     | -      | 41%    | 3%     | -      | 2%   | 4%          | 14%  |
| 5월 1주 | 6%     | -      | -      | -      | -      | 9%     | -      | -      | -      | -      | 42%    | 2%     | 13%    | 10%  | 7%          | 11%  |
| 5월 2주 | 12%    | -      | -      | -      | -      | -      | -      | -      | -      | -      | 43%    | 5%     | 23%    | 2%   | 5%          | 10%  |
| 5월 3주 | 27%    | -      | -      | -      | -      | -      | -      | -      | -      | -      | 49%    | 7%     | -      | 1%   | 6%          | 10%  |
| 5월 4주 | 32%    |        |        |        |        |        |        |        |        |        | 46%    | 10%    |        | 1%   | 6%          | 4%   |

### 후보 확정 후
| 조사기간             | 조사방식           | 오차범위    | 조사기관                                    | 이재명  | 김문수  | 이준석 | 부동층·기타 |
| 2025년 5월 11일~12일 | 무선 RDD 100%      | ±2.5%P      | 글로벌이코노믹-한길리서치                   | 49.5%   | 38.2%   | 5.7%   | 6.5%        |
| 2025년 5월 11일~12일 | 무선 가상번호 100% | ±3.1%P      | YTN-엠브레인퍼블릭                          | 46%     | 33%     | 7%     | 13%         |
| 2025년 5월 12일      | 무선 RDD 100%      | ±3.1%P      | 미디어로컬/에브리뉴스/폴리뉴스-에브리리서치 | 47.1%   | 36.7%   | 7.5%   | 8.6%        |
| 2025년 5월 12일~13일 | 무선 가상번호 100% | ±3.1%P      | 뉴스1-한국갤럽                              | 51%     | 31%     | 8%     | 9%          |
| 2025년 5월 12일~13일 | 무선 RDD 100%      | ±3.1%P      | KPI뉴스-리서치뷰                            | 50.6%   | 36.6%   | 7.1%   | 5.6%        |
| 2025년 5월 12일~13일 | 무선 RDD 100%      | ±3.1%P      | 천지일보-코리아정보리서치                   | 48.7%   | 36.9%   | 7.5%   | 6.9%        |
| 2025년 5월 12일~13일 | 무선 RDD 100%      | ±3.1%P      | 뉴스핌-미디어리서치                         | 51.6%   | 35.5%   | 7.2%   | 5.8%        |
| 2025년 5월 12일~13일 | 무선 RDD 100%      | ±3.1%P      | 펜앤마이크-여론조사공정                     | 50.0%   | 35.0%   | 8.2%   | 6.8%        |
| 2025년 5월 12일~13일 | 무선 RDD 100%      | ±3.1%P      | 뉴스피릿-여론조사공정                       | 49.2%   | 38.0%   | 7.4%   | 5.4%        |
| 2025년 5월 12일~13일 | 무선 RDD 100%      | ±3.1%P      | 오마이뉴스-메타보이스                       | 47.5%   | 36.1%   | 8.7%   | 7.8%        |
| 2025년 5월 13일      | 무선 RDD 100%      | ±3.1%P      | 아시아투데이-KOPRA                          | 47%     | 39%     | 8%     | 6%          |
| 2025년 5월 12일~14일 | 무선 가상번호 100% | ±3.1%P      | 전국지표조사(NBS)                           | 49%     | 27%     | 7%     | 16%         |
| 2025년 5월 13일~14일 | 무선 RDD 100%      | ±2.5%P      | 폴리뉴스-한길리서치                         | 47.4%   | 39.2%   | 7.1%   | 6.2%        |
| 2025년 5월 13일~15일 | 무선 가상번호 100% | ±3.1%P      | 한국갤럽                                    | 51%     | 29%     | 8%     | 12%         |
| 2025년 5월 14일~15일 | 무선 RDD 100%      | ±3.1%P      | 펜앤마이크-여론조사공정                     | 46.5%   | 39.5%   | 7.3%   | 6.7%        |
| 2025년 5월 14일~16일 | 무선 RDD 100%      | ±2.5%P      | 에너지경제신문-리얼미터                     | 50.2%   | 35.6%   | 8.7%   | 5.5%        |
| 2025년 5월 15일~16일 | 무선 RDD 100%      | ±3.1%P      | 천지일보-코리아정보리서치                   | 50.6%   | 38.6%   | 5.7%   | 5.1%        |
| 2025년 5월 16일~17일 | 무선 가상번호 100% | ±3.1%P      | 한국경제-입소스                             | 51%     | 32%     | 7%     | 10%         |
| 2025년 5월 16일~17일 | 무선 가상번호 100% | ±2.2%P      | 여론조사꽃                                  | 52.1%   | 29.5%   | 7%     | 11.4%       |
| 2025년 5월 16일~17일 | 무선 RDD 100%      | ±2.2%P      | 뉴데일리-리서치민                           | 49.2%   | 38.6%   | 7.6%   | 4.6%        |
| 2025년 5월 16일~17일 | 무선 RDD 100%      | ±3.1%P      | CBS-KSOI                                    | 49.2%   | 36.4%   | 9.4%   | 5%          |
| 2025년 5월 16일~18일 | 무선 가상번호 100% | ±3.1%P      | 매일경제-넥스트리서치                       | 47.7%   | 33.3%   | 6.8%   | 12.2%       |
| 2025년 5월 18일~19일 | 무선 가상번호 100% | ±3.1%P      | YTN-엠브레인퍼블릭                          | 50%     | 36%     | 6%     | 8%          |
| 2025년 5월 18일~19일 | 무선 RDD 100%      | ±3.1%P      | 뉴시스-에이스리서치                         | 50.6%   | 39.3%   | 6.3%   | 3.8%        |
| 2025년 5월 19일      | 무선 RDD 100%      | ±3.1%P      | 미디어로컬/에브리뉴스-에브리리서치          | 46.0%   | 41.6%   | 8.5%   | 3.9%        |
| 2025년 5월 17일~20일 | 무선 가상번호 100% | ±0.8%P      | 여론조사꽃                                  | 52.3%   | 35.1%   | 9.0%   | 3.6%        |
| 2025년 5월 19일~20일 | 무선 RDD 100%      | ±3.1%P      | 뉴스핌-미디어리서치                         | 49.9%   | 36.6%   | 8.7%   | 4.8%        |
| 2025년 5월 19일~20일 | 무선 RDD 100%      | ±3.1%P      | KPI뉴스-리서치뷰                            | 47.3%   | 39.4%   | 9.1%   | 4.2%        |
| 2025년 5월 19일~20일 | 무선 RDD 100%      | ±3.1%P      | 천지일보-코리아정보리서치                   | 48.3%   | 37.6%   | 8.9%   | 5.2%        |
| 2025년 5월 19일~20일 | 무선 가상번호 100% | ±3.1%P      | 채널A-리서치앤리서치                        | 45.6%   | 34.4%   | 9%     | 11%         |
| 2025년 5월 19일~20일 | 무선 RDD 100%      | ±3.0%P      | 뉴스토마토-미디어토마토                     | 51.9%   | 37.6%   | 7.2%   | 3.3%        |
| 평균 응답율          | 평균 응답율        | 평균 응답율 | 평균 응답율                                 | 49.170% | 35.445% | 7.454% | 7.795%      |

## 후보자 TV 토론회

#### 중앙선거방송토론위원회 주관
| 차수         | 일시                 | 장소                                  | 방송채널                                                                             | 사회   | 참여자                              | 주제                                                                                           | 방식 | 유튜브                                      |
| ------------ | -------------------- | ------------------------------------- | ------------------------------------------------------------------------------------ | ------ | ----------------------------------- | ---------------------------------------------------------------------------------------------- | --- | ------------------------------------------- |
| 초청대상1차  | 2025년 5월 18일 20시 | 상암 SBS 프리즘타워 프리즘 오디토리움 | KBS·MBC·SBS 등, 중앙선거방송토론위원회 유튜브·네이버TV 및 여러 언론사 유튜브, 복지TV | 편상욱 | - 김문수 - 권영국 - 이준석 - 이재명 | 경제 1. 저성장 극복과 민생경제 활성화 방안 2. 트럼프 시대의 통상 전략 3. 국가 경쟁력 강화 방안 | 1. 시작발언 2. 주제1: 사회자 공통질문 답변 후 시간 총량제 토론 3. 주제2·3: 공약검증토론(공약 발표 후 주도권 토론) 4. 마무리 발언 | https://www.youtube.com/watch?v=k2-U4ODWh70 |
| 비초청 대상  | 2025년 5월 19일 22시 | 상암 SBS 프리즘타워 프리즘 오디토리움 | KBS·MBC·SBS 등, 중앙선거방송토론위원회 유튜브·네이버TV 및 여러 언론사 유튜브, 복지TV | 고희경 | - 황교안 - 송진호                   |                                                                                                | | https://www.youtube.com/watch?v=LoEEx4Pw8ok |
| 초청대상 2차 | 2025년 5월 23일 20시 | 여의도 KBS 본관 TS-4                  | KBS·MBC·SBS 등, 중앙선거방송토론위원회 유튜브·네이버TV 및 여러 언론사 유튜브, 복지TV | 이윤희 | - 김문수 - 권영국 - 이준석 - 이재명 | 사회                                                                                           | | https://www.youtube.com/watch?v=7JuxJoPS-hE |
| 초청대상 3차 | 2025년 5월 27일 20시 | 상암 MBC 스튜디오                     | KBS·MBC·SBS 등, 중앙선거방송토론위원회 유튜브·네이버TV 및 여러 언론사 유튜브, 복지TV | 전종환 | - 김문수 - 권영국 - 이준석 - 이재명 | 정치                                                                                           | | https://www.youtube.com/watch?v=F9RAtnm5Cvk |

## 투표율

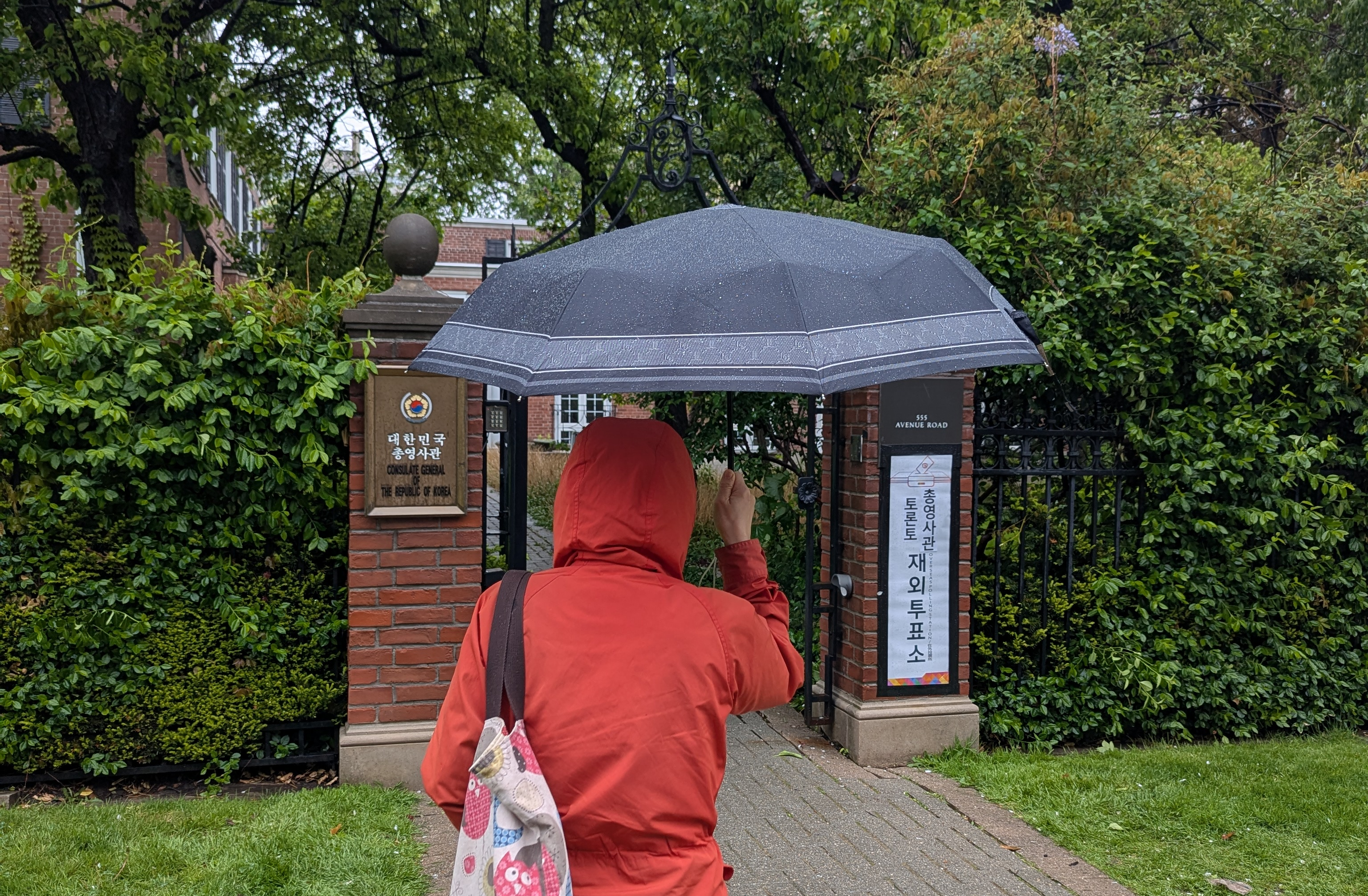
토론토의 재외국민 투표소

### 부재자 투표율
| 재외국민 및 선상 투표율 | 재외국민 및 선상 투표율 | 재외국민 및 선상 투표율 |
| ----------------------- | ----------------------- | ----------------------- |
| 종류                    | 투표수                  | 투표율                  |
| 재외국민투표율          | 205,268                 | 79.5%                   |
| 선상투표율              | 2,914                   | 95.51%                  |

### 사전 투표율
| 시간 | 5월 29일  | 5월 29일    | 5월 30일   | 5월 30일    |
| 시간 | 투표수    | 누적 투표율 | 투표수     | 누적 투표율 |
| ---- | --------- | ----------- | ---------- | ----------- |
| 7시  | 536,215   | 1.21%       | 9,062,156  | 20.41%      |
| 8시  | 995,261   | 2.24%       | 9,405,982  | 21.19%      |
| 9시  | 1,575,916 | 3.55%       | 9,828,859  | 22.14%      |
| 10시 | 2,328,108 | 5.24%       | 10,358,501 | 23.33%      |
| 11시 | 3,107,164 | 7.00%       | 10,899,306 | 24.55%      |
| 12시 | 3,861,415 | 8.70%       | 11,450,121 | 25.79%      |
| 13시 | 4,666,252 | 10.51%      | 12,063,051 | 27.17%      |
| 14시 | 5,476,054 | 12.34%      | 12,689,868 | 28.59%      |
| 15시 | 6,235,304 | 14.05%      | 13,302,330 | 29.97%      |
| 16시 | 6,978,426 | 15.72%      | 13,931,865 | 31.38%      |
| 17시 | 7,771,218 | 17.51%      | 14,625,746 | 32.95%      |
| 18시 | 8,691,711 | 19.58%      | 15,423,607 | 34.74%      |

| 지역 | 선거인 수  | 사전투표자 수 | 투표율  |
| ---- | ---------- | ------------- | ------- |
| 서울 | 8,293,885  | 2,843,337     | 34.28%  |
| 부산 | 2,865,552  | 870,147       | 30.37%  |
| 대구 | 2,049,078  | 525,257       | 25.63%  |
| 인천 | 2,619,348  | 858,899       | 32.79%  |
| 광주 | 1,194,471  | 622,587       | 52.12%  |
| 대전 | 1,241,882  | 420,753       | 33.88%  |
| 울산 | 934,509    | 299,135       | 32.01%  |
| 세종 | 307,067    | 126,398       | 41.16%  |
| 경기 | 11,715,343 | 3,852,191     | 32.88%  |
| 강원 | 1,327,019  | 485,739       | 36.60%  |
| 충북 | 1,379,142  | 465,011       | 33.72%  |
| 충남 | 1,839,339  | 595,661       | 32.38%  |
| 전북 | 1,510,908  | 800,975       | 53.01%  |
| 전남 | 1,559,431  | 881,109       | 56.50%  |
| 경북 | 2,213,614  | 697,660       | 31.52%  |
| 경남 | 2,776,028  | 880,284       | 31.71%  |
| 제주 | 565,255    | 198,464       | 35.11%  |
| 전국 |            |               | 36.804% |

### 투표율
| 시간 | 투표수     | 누적 투표수 | 누적 투표율 | 비고                                                    |
| ---- | ---------- | ----------- | ----------- | ------------------------------------------------------- |
| 7시  | 1,084,008  | 1,084,008   | 2.4%        |                                                         |
| 8시  | 1,451,287  | 2,535,295   | 5.7%        |                                                         |
| 9시  | 1,558,330  | 4,093,625   | 9.2%        |                                                         |
| 10시 | 1,909,562  | 6,003,187   | 13.5%       |                                                         |
| 11시 | 2,100,248  | 8,103,435   | 18.3%       |                                                         |
| 12시 | 2,065,562  | 10,168,997  | 22.9%       |                                                         |
| 13시 | 17,396,244 | 27,565,241  | 62.1%       | 사전투표, 선상투표, 거소투표, 재외선거 투표수 합산 시작 |
| 14시 | 1,532,230  | 29,097,471  | 65.5%       |                                                         |
| 15시 | 1,413,564  | 30,511,035  | 68.7%       |                                                         |
| 16시 | 1,223,690  | 31,734,725  | 71.49%      |                                                         |
| 17시 | 1,070,896  | 32,805,621  | 73.90%      |                                                         |
| 18시 | 962,516    | 33,768,137  | 76.07%      |                                                         |
| 19시 | 785,763    | 34,553,900  | 77.84%      | 보궐선거로 20시까지 투표                                |
| 20시 | 706,516    | 35,240,416  | 79.38%      | 보궐선거로 20시까지 투표                                |
| 최종 |            |             | 79.38%      |                                                         |

| 지역 | 선거인 수  | 사전투표자 수 | 투표율 |
| ---- | ---------- | ------------- | ------ |
| 서울 | 8,293,885  | 2,843,337     | 34.28  |
| 부산 | 2,865,552  | 870,147       | 30.37  |
| 대구 | 2,049,078  | 525,257       | 25.63  |
| 인천 | 2,619,348  | 858,899       | 32.79  |
| 광주 | 1,194,471  | 622,587       | 52.12  |
| 대전 | 1,241,882  | 420,753       | 33.88  |
| 울산 | 934,509    | 299,135       | 32.01  |
| 세종 | 307,067    | 126,398       | 41.16  |
| 경기 | 11,715,343 | 3,852,191     | 32.88  |
| 강원 | 1,327,019  | 485,739       | 36.60  |
| 충북 | 1,379,142  | 465,011       | 33.72  |
| 충남 | 1,839,339  | 595,611       | 32.38  |
| 전북 | 1,510,908  | 800,975       | 53.01  |
| 전남 | 1,559,431  | 881,109       | 56.50  |
| 경북 | 2,213,614  | 697,660       | 31.52  |
| 경남 | 2,776,028  | 880,284       | 31.71  |
| 제주 | 565,255    | 198,464       | 35.11  |
| 전국 | 44,391,871 |               |        |

## 선거 방송
| KBS                | 내 삶을 바꾸는 선택 2025 대선  |
| MBC                | 선택 2025                      |
| SBS                | 2025 국민의 선택               |
| MBN                | 더 나은 내일 제21대 대통령선거 |
| JTBC               | 2025 우리의 선택 - We대한민국  |
| TV조선             | 결정 2025                      |
| 채널A              | 나의 선택 2025                 |
| YTN                | 대선 2025 (공동제작)           |
| 국회방송           | 대선 2025 (공동제작)           |
| 연합뉴스TV         | 대선 2025: 선택, 우리의 내일   |
| Btv                | 우리의 선택                    |
| LG헬로비전         | 선택2025 나는 후보자다         |
| 딜라이브           | 6.3 대선                       |
| JCN                | 2025 울산의 선택               |
| 중앙선거관리위원회 | 대통령 선거방송                |

## 출구조사 및 예측조사
6월 3일 출구조사 결과, 이재명 후보가 51.7%의 득표율로 1위를 차지하며 윤석열 후보에 이어 차기 대통령으로 당선될 것으로 예상되었다. 김문수 후보는 39.3%의 득표율로 2위를 차지했고, 이준석 후보는 7.7%로 3위를 차지했다. 이재명 후보의 당선은 맞혔지만, 과반 달성에는 실패하면서 18대 대선 이후 거의 13년만에 오차범위 밖으로 나오면서 빗나갔다.
| 방송사   |       | 이재명 |       | 김문수 |      | 이준석 |      | 권영국 |      | 송진호 |
| -------- | ----- | ------ | ----- | ------ | ---- | ------ | ---- | ------ | ---- | ------ |
| 방송 3사 | 51.7% | 51.7%  | 39.3% | 39.3%  | 7.7% | 7.7%   | 1.3% | 1.3%   | 0.1% | 0.1%   |
| JTBC     | 50.6% | 50.6%  | 39.4% | 39.4%  | 7.9% | 7.9%   | -    | -      | -    | -      |
| 채널 A   | 51.1% | 51.1%  | 38.9% | 38.9%  | 8.7% | 8.7%   | -    | -      | -    | -      |
| MBN      | 49.1% | 49.1%  | 41.7% | 41.7%  | 7.8% | 7.8%   | -    | -      | -    | -      |

KBS, MBC, SBS 방송 3사 출구조사 (오차범위: ±0.8%)
| 인구 그룹      | 이재명 | 김문수 | 이준석 |
| -------------- | ------ | ------ | ------ |
| 총 조사 대상   | 51.7   | 39.3   | 7.7    |
| 성별           |        |        |        |
| 남성           | 48.3   | 39.4   | 11.1   |
| 여성           | 55.1   | 39.2   | 4.3    |
| 연령           |        |        |        |
| 18~29세        | 41.3   | 30.9   | 24.3   |
| 30~39세        | 47.6   | 32.7   | 17.7   |
| 40~49세        | 72.7   | 22.2   | 4.2    |
| 50~59세        | 69.8   | 25.9   | 3.3    |
| 60~69세        | 48.0   | 48.9   | 2.3    |
| 70세 이상      | 34.0   | 64.0   | 1.5    |
| 연령과 성별    |        |        |        |
| 18~29세 남성   | 24.0   | 36.9   | 37.2   |
| 18~29세 여성   | 58.1   | 25.3   | 10.3   |
| 30~39세 남성   | 37.9   | 34.5   | 25.8   |
| 30~39세 여성   | 57.3   | 31.2   | 9.3    |
| 40~49세 남성   | 72.8   | 21.0   | 5.3    |
| 40~49세 여성   | 72.6   | 23.4   | 3.0    |
| 50~59세 남성   | 71.5   | 24.2   | 3.2    |
| 50~59세 여성   | 68.1   | 27.6   | 3.3    |
| 60~69세 남성   | 48.6   | 47.7   | 2.7    |
| 60~69세 여성   | 47.5   | 50.0   | 1.9    |
| 70세 이상 남성 | 31.3   | 65.8   | 2.1    |
| 70세 이상 여성 | 36.2   | 62.6   | 1.0    |

KBS, MBC, SBS 방송 3사 심층 출구조사 (오차범위: ±2.2%)
| 인구 그룹        | 이재명 | 김문수 | 이준석 |
| 이념             | 이념   | 이념   | 이념   |
| ---------------- | ------ | ------ | ------ |
| 보수             | 18.0   | 74.8   | 6.8    |
| 중도             | 59.4   | 29.0   | 10.0   |
| 진보             | 87.3   | 7.7    | 2.7    |
| 2022년 대선 투표 |        |        |        |
| 윤석열           | 9.2    | 82.6   | 7.5    |
| 이재명           | 93.0   | 3.5    | 2.7    |

| 이슈   | 투표 이유          | 투표 이유                 |
| ------ | ------------------ | ------------------------- |
| 이슈   | 후보의 승리를 위해 | 상대방의 승리를 막기 위해 |
| 이재명 | 77.1               | 18.4                      |
| 김문수 | 57.1               | 40.6                      |
| 이준석 | 56.8               | 33.0                      |

## 선거 결과
후보자별 득표율
|  | 49.42% |

|  | 41.15% |

|  | 8.34% |

|  | 0.98% |

|  | 0.10% |

### 지역별 결과
| 시·군·구별 각 후보의 득표율 |

|  | 47.13% |

|  | 41.55% |

|  | 9.94% |

|  | 1.27% |

|  | 0.09% |

|  | 51.39% |

|  | 40.14% |

|  | 7.55% |

|  | 0.81% |

|  | 0.09% |

|  | 67.62% |

|  | 23.22% |

|  | 8.29% |

|  | 0.76% |

|  | 0.08% |

|  | 51.67% |

|  | 38.44% |

|  | 8.74% |

|  | 1.02% |

|  | 0.10% |

|  | 84.77% |

|  | 8.02% |

|  | 6.23% |

|  | 0.87% |

|  | 0.09% |

|  | 48.50% |

|  | 40.58% |

|  | 9.76% |

|  | 1.02% |

|  | 0.11% |

|  | 47.57% |

|  | 42.54% |

|  | 8.51% |

|  | 1.25% |

|  | 0.12% |

|  | 55.62% |

|  | 33.21% |

|  | 9.89% |

|  | 1.17% |

|  | 0.09% |

|  | 52.20% |

|  | 37.95% |

|  | 8.84% |

|  | 0.91% |

|  | 0.09% |

|  | 47.30% |

|  | 43.95% |

|  | 7.70% |

|  | 0.92% |

|  | 0.11% |

|  | 47.47% |

|  | 43.22% |

|  | 8.22% |

|  | 0.96% |

|  | 0.11% |

|  | 47.68% |

|  | 43.26% |

|  | 8.00% |

|  | 0.92% |

|  | 0.10% |

|  | 82.65% |

|  | 10.90% |

|  | 5.48% |

|  | 0.81% |

|  | 0.13% |

|  | 85.87% |

|  | 8.54% |

|  | 4.69% |

|  | 0.72% |

|  | 0.16% |

|  | 66.87% |

|  | 25.52% |

|  | 6.69% |

|  | 0.80% |

|  | 0.10% |

|  | 51.99% |

|  | 39.40% |

|  | 7.47% |

|  | 1.00% |

|  | 0.12% |

|  | 54.76% |

|  | 34.78% |

|  | 8.83% |

|  | 1.48% |

|  | 0.12% |

## 반응

### 국내
이번 대통령 선거에서 49%대 득표율로 승리한 더불어민주당 이재명 후보는 '취임선서 후 국민께 드리는 말씀'에서 "이번 대선에서 누구를 지지했든 크게 통합하라는 대통령의 또 다른 의미에 따라, 모든 국민을 아우르고 섬기는 '모두의 대통령'이 되겠습니다."라며 "공존과 통합의 가치 위에 소통과 대화를 복원하고, 양보하고 타협하는 정치를 되살리겠습니다."라고 약속했다.
반면 41%대의 득표율로 패배한 국민의힘 진영에서는 선거 패배 책임론에 대한 우려와 비판이 쏟아졌다. 대통령 후보였던 김문수는 국민의힘 선거대책위원회 해단식에서 "국민 여러분께, 당원 동지 여러분께 큰 절로 사죄한다."며 발언을 시작하여, 큰 절을 하고 "우리 당이 민주주의에 대한 기본적인 이해와 투철한 사명이 없어서' ... '그게 바로 계엄이란 상상할 수 없는 일로 나타났다"고 말했다. 전 국민의힘 대표였던 한동훈은 "국민께서 '불법 계엄'과 '불법 계엄 세력을 옹호한 구태정치'에 대해 단호한 퇴장 명령을 내리신 것이라 생각한다"고 밝혔고, 국민의힘 소속 국회의원 한지아는 "권력 앞에 고개 숙이며 민심을 외면했던 현 지도부는 지체없이 사퇴해야 한다"며 당 지도부 교체 수준의 쇄신이 필요하다고 주장했다. 반면 권성동 원내대표는 "이번 대선 치르면서 여러 패인 있었겠지만 우리 당이 공동체 의식을 회복해야 한다고 생각한다"며 "적을 향해 싸워야 하는데 내부를 향해 싸우는 모습은 절대적으로 사라져야 한다"고 발언하여 거대 야당에 대항하기 위해 전열을 정비해야 한다고 주장했다.

### 해외
도널드 트럼프 행정부는 이재명 대통령 당선과 관련, 새로 출범하는 이재명 정부와 한미일 3자 협력 등 안보, 경제 분야에서 협력 강화를 기대한다고 밝혔으며, 미국 시각으로 6월 3일 미국의 국무장관 마코 루비오는 "우리는 이재명 대통령의 대한민국 14번째 대통령으로서의 당선을 축하한다"고 전했다. 유럽 연합(EU)의 안토니우 코스타 정상회의 상임의장은 이재명 대통령 당선을 축하하며 "인도·태평양 및 그 지역을 넘어선 핵심 동맹국으로서 우리의 전략적 파트너십이 더욱 강화되길 기대한다"라고 덧붙였다.
6월 4일 중화인민공화국의 시진핑 국가주석이 "중국과 한국은 중요한 이웃이자 협력의 동반자"임을 강조하며 이재명 대통령에게 당선 축하 전문을 보냈으며, 같은 날 중화민국도 홈페이지를 통해 발표 이후 즉시 한국 정부에 축전을 보냈다면서 "한국 정부와 인민에게 다시 한번 민주 선거를 완료한 것을 진심으로 축하한다"고 밝혔다. 우크라이나의 대통령 볼로디미르 젤렌스키도 SNS를 통해 이재명 대통령의 선거 승리를 축하한다고 밝혔다.

## 같이 보기
- 2024년 대한민국 비상계엄
- 윤석열 대통령 탄핵
- 대한민국 제19대 대통령 선거
- 대한민국 제20대 대통령 선거

### 내용주
1. ↑  추정재외 선거권자수: 1,974,375명

선거인수(명부등록): 258,254명
2. ↑  추정재외 선거권자수 대비: 10.4%

### 참조주
1. 1 2 3  윤예림 (2025년 6월 4일). “개표 100% 완료…이재명 49.42%로 당선, 김문수는 41.15%”. 서울신문. 2025년 6월 4일에 확인함.
2. ↑  강연섭 (2025년 4월 8일). “정부, 21대 대통령 선거 6월 3일 확정‥임시공휴일 지정”. 2025년 4월 8일에 확인함.
3. ↑  조혜정 (2025년 6월 4일). “[속보] 이재명 대통령, 4일 오전 6시 21분 임기 개시”. 경기일보. 2025년 6월 4일에 확인함.
4. ↑  이유미 (2024년 12월 14일). “국회, 尹대통령 탄핵안 가결…헌정사 세 번째 탄핵소추(종합)”. 연합뉴스.
5. ↑  김현지 (2025년 4월 4일). “헌재 전원일치로 윤석열 대통령 파면‥"헌법수호 의무 저버렸다"”. 뉴스1. 2025년 4월 4일에 확인함.
6. ↑  강연섭 (2025년 4월 8일). “정부, 21대 대통령 선거 6월 3일 확정‥임시공휴일 지정”. MBC 뉴스. 2025년 6월 4일에 확인함.
7. ↑  김혜진 (2025년 6월 1일). “인수인계 없는 정부 ‘재연’…문재인 정부는 어땠나”. 매일경제. 2025년 6월 4일에 확인함.
8. ↑  윤웅 (2025년 6월 2일). “‘D-1’ 하루 남은 대통령 선거일”. 국민일보. 2025년 6월 4일에 확인함.
9. ↑  김민철 (2025년 5월 19일). “21대 대선 기호 3번이 없는 이유는?”. cbc news. 2025년 6월 4일에 확인함. 2025년 제21대 대통령 선거에서 기호 3번이 공석이 된 이유는 원내 3당인 조국혁신당이 후보를 내지 않기로 결정했기 때문이다. 현재 공직선거법에 따르면, 대통령 선거 후보자의 기호는 국회 내 의석수를 기준으로 각 정당에 순서대로 배정된다.
10. ↑  김지인 (2025년 4월 10일). “이재명, 대선 출마 공식 선언 "진짜 대한민국 만들 것"”. 2025년 4월 10일에 확인함.
11. ↑  기자, 박정연 (2025년 5월 9일). “이재명, 조국혁신당·진보당 등 원내 5개정당 단일후보로…김재연도 사퇴”. 2025년 5월 11일에 확인함.
12. ↑  《김동연, 인천공항서 대선 출사표…"정권교체 이상의 교체 필요"(종합)》, 연합뉴스, 2025년 4월 9일, 2025년 4월 9일에 확인함
13. ↑  《"내란 종식 완성은 개헌"…김경수, 대선 출마 공식화》, 뉴스토마토, 2025년 4월 13일, 2025년 4월 17일에 확인함
14. ↑  《김문수, 대선 출마 선언…"깨끗한 제가 피고인 이재명 이긴다"》, 연합뉴스, 2025년 4월 9일, 2025년 4월 9일에 확인함
15. ↑  조문규 (2025년 4월 10일). “한동훈 "서태지처럼 시대 바꾸는 대통령 될 것" 대선출마 선언”. 2025년 4월 10일에 확인함.
16. ↑  “제21대 대통령후보자 선거 후보 등록 공고”. 2025년 5월 10일에 확인함.
17. ↑  “김문수, 대선 후보등록…"반드시 당선돼 위대한 나라 만들겠다"”. 2025년 5월 11일에 확인함.
18. ↑  “제21대 대통령후보자 선거 후보 등록 공고”. 2025년 5월 10일에 확인함.
19. ↑  이유미. “[속보] 국힘 "김문수 후보 선출 취소·한덕수 입당 및 후보등록 진행"”. 2025년 5월 10일에 확인함.
20. ↑  “국민의힘 제21대 대통령후보자 선출 취소 공고”. 2025년 5월 10일에 확인함.[깨진 링크(과거 내용 찾기)]
21. ↑  “국민의힘 제21대 대통령후보자 선거 후보자 등록 신청 공고”. 2025년 5월 10일에 원본 문서에서 보존된 문서. 2025년 5월 10일에 확인함.
22. ↑  선임기자, 박태훈. “"계엄해제 아닌 후보해제" "새벽 3~4시, 1시간 후보신청?" "사기극"…비난 비아냥”. 2025년 5월 10일에 확인함.
23. ↑  이해준 (2025년 5월 10일). “[속보] 국민의힘, 대선 후보 재선출 절차 돌입”. 2025년 5월 10일에 확인함.
24. ↑  선임기자, 박태훈. “"계엄해제 아닌 후보해제" "새벽 3~4시, 1시간 후보신청?" "사기극"…비난 비아냥”. 2025년 5월 10일에 확인함.
25. ↑  안채원; 박형빈 (2025년 4월 11일). “나경원, 대선출마…"체제전쟁인 이번 선거서 이재명 꺾겠다"”. 연합뉴스. 2025년 6월 4일에 확인함.
26. ↑  방은주 (2025년 4월 13일). “양향자, 대선 경선 출마 선언 “국힘에 절실한 호남표 가져올 것””. 이뉴스투데이. 2025년 6월 4일에 확인함.
27. ↑  “이철우, 대선 출마선언 "내가 바로 새로운 박정희"”. 2025년 4월 9일. 2025년 4월 10일에 확인함.
28. ↑  “"개헌·개혁·민생 대통령 되겠다" 유정복 대선 출마 선언”. 2025년 4월 9일. 2025년 4월 10일에 확인함.
29. ↑  《안철수, 네번째 대권도전 선언…"이재명 넘을 유일한 후보"(종합)》, 연합뉴스, 2025년 4월 8일, 2025년 4월 9일에 확인함
30. ↑  박성진 (2025년 4월 14일). “홍준표 “중선거구제 도입하고 핵능력 갖출 것” 대선 출마 선언”. 동아일보. 2025년 6월 4일에 확인함.
31. ↑  조문규 (2025년 4월 10일). “한동훈 "서태지처럼 시대 바꾸는 대통령 될 것" 대선출마 선언”. 중앙일보. 2025년 6월 4일에 확인함.
32. ↑  《개혁신당, 조기대선 시 대선 후보에 이준석 선출》, 뉴시스, 2025년 3월 18일, 2025년 4월 9일에 확인함
33. ↑  복건우; 조혜지 (2025년 4월 14일). “[단독] 정의당도 대선 후보 낸다, 권영국 대표 출마”. 오마이뉴스. 2025년 6월 4일에 확인함.
34. ↑  “[단독] 제21대 대선 기호 6번 구주와 자유통일당 후보 사퇴”. T11:52:00+09:00. 2025년 5월 18일에 확인함.
35. ↑  “‘부정선거 전도사’ 황교안, 대선 출마 선언”. 2025년 4월 10일. 2025년 4월 10일에 확인함.
36. ↑  “후보자정보공개자료” (PDF). 주모잠비크공화국 대한민국 대사관. 2025년 6월 4일에 확인함.
37. ↑  [[대한ef name="출구조사">이혜진 (2025년 6월 4일). “'이재명 대통령'은 맞혔지만… 지상파 출구조사, 왜 차이 컸나”. 조선일보. 2025년 6월 4일에 확인함.
38. ↑  박진수 (2025년 6월 3일). “[출구조사②] 이재명 서울·경기 등 대부분 지역에서 1위”. KBS 뉴스. 2025년 6월 4일에 확인함.
39. ↑  류승연 (2025년 6월 4일). “이재명 취임 일성 "모두의 대통령, 국민이 주인인 나라 만들 것"”. 오마이뉴스. 2025년 6월 4일에 확인함.
40. ↑  권순완 (2025년 6월 4일). “김문수 “역사적 죄 지어…국힘, 민주주의 사명 없다””. 조선일보. 2025년 6월 4일에 확인함.
41. ↑  유범열 (2025년 6월 4일). “한동훈, 대선 패배에 "국민, 불법계엄 옹호 세력에 단호한 퇴장 명령"”. 아이뉴스24. 2025년 6월 4일에 확인함.
42. 1 2  박숙현 (2025년 6월 4일). “국민의힘, 당 쇄신 기로에… “지도부 총사퇴” “지금은 단결””. 조선비즈. 2025년 6월 4일에 확인함.
43. ↑  김동현 (2025년 6월 4일). “美국무 "이재명 대통령 당선 축하…한미일 3자 협력 심화할 것"”. 연합뉴스. 2025년 6월 4일에 확인함. 미국 도널드 트럼프 행정부는 이재명 대통령 당선과 관련, 새로 출범하는 이재명 정부와 한미일 3자 협력 등 안보, 경제 분야에서 협력 강화를 기대한다고 밝혔다. [...] 마코 루비오 미국 국무부 장관은 3일(현지시간) 미국 정부를 대표해 발표한 공식 성명에서 "우리는 이재명 대통령의 대한민국 14번째(14th) 대통령으로서의 당선을 축하한다"고 말했다.
44. ↑  “EU "이재명 당선 축하…전략적 파트너십 강화 기대"”. 뉴시스. 2025년 6월 4일. 2025년 6월 4일에 확인함. 안토니우 코스타 유럽연합(EU) 정상회의 상임의장은 4일 이재명 대통령 당선을 축하하며 전략적 파트너십을 강화하길 기대한다고 밝혔다.
45. ↑  정성조 (2025년 6월 4일). “[이재명 정부] 시진핑 "韓은 중요 이웃, 양국관계 발전 고도로 중시"”. 연합뉴스. 2025년 6월 4일에 확인함. 관영 신화통신에 따르면 시 주석은 축전에서 "중국과 한국은 중요한 이웃이자 협력의 동반자"라며 "수교 33년 이래 양국은 이데올로기와 사회 제도의 차이를 뛰어넘어 손잡고 나아가면서 함께 성취했고, 양국 관계의 평온하고 건강한 발전을 이뤘다"고 말했다.
46. ↑  박정규 (2025년 6월 4일). “대만, 李대통령 당선에 축하…"인·태 평화 촉진 기대"[이재명 정부]”. 뉴시스. 2025년 6월 4일에 확인함. 이재명 대통령의 당선과 새 정부 출범에 대해 대만 정부가 축하의 뜻을 표하고 인도·태평양 지역의 평화를 함께 촉진하길 기대한다고 당부했다. [...] 대만 외교부는 4일 홈페이지를 통해 선거 결과 발표 이후 즉시 한국 정부에 축전을 보냈다면서 "한국 정부와 인민에게 다시 한번 민주 선거를 완료한 것을 진심으로 축하한다"고 밝혔다.
47. ↑  배시은 (2025년 6월 4일). “젤렌스키, 한글로 “이재명 당선 축하···양국 협력 기대””. 경향신문. 2025년 6월 4일에 확인함. 볼로디미르 젤렌스키 우크라이나 대통령이 한글로 이재명 대통령의 선거 승리를 축하한다고 밝혔다. [...] 젤렌스키 대통령은 4일(현지시간) 엑스에 한글로 “우크라이나는 한국 국민과의 우호 관계와 대한민국의 변함없는 지지를 소중히 여긴다”며 이같이 전했다. [...] 또 “유럽과 인도·태평양을 포함한 세계 안보는 깊이 연결돼 있다”며 “우리는 국민의 안보를 위한 견고한 기반을 구축하기 위해 단결해야 한다”고 강조했다.